# لويزة قاربية
لويزة قاربية (الاسم العلمي: Aloysia naviculata) هو نوع نباتي يتبع جنس اللويزة من فصيلة اللويزية.